# Eden of the East: The King of Eden
Eden of the East: The King of Eden est un film d'animation de Kenji Kamiyama sorti en 2009. 
Il fait suite à la série animée Eden of the East et est suivi de Eden of the East: Paradise Lost en 2010.